# Вітик Семен Гнатович
Семе́н Гнатович Ві́тик  (21 лютого 1876, с. Верхні Гаї, Дрогобицький повіт, Королівство Галичини та Володимирії, Австро-Угорщина — 10 жовтня 1937, Верхньоуральськ, Челябінська область, Російська РФСР, СРСР) — громадсько-політичний і профспілковий діяч на Дрогобиччині. Редагував часопис РУРП «Селянин». Засновник УСДП, посол до Австрійського парламенту (1907—1918). Член КП(б)У з 1925 року.
Член президії національної ради ЗУНР, голова президії Трудового конгресу, міністр у галицьких справах УНР (1919). 1919—1925 — в еміграції у Відні, де займав радянофільські позиції, видавав фінансований і керований з СРСР часопис «Нова громада» (1923—1925).
У 1925 році приїхав в УСРР, де працював редактором журналу «Червоний клич» ЦК української секції Міжнародної організації допомоги борцям революції (1925—1927), був членом правління Державного видавництва України (1927—1930), секретарем Всеукраїнського товариства культурних зв'язків із закордоном (ВУТОКЗ) (1929—1931), завідувачем відділу КПЗУ, Істпарту при ЦК КП(б)У (1931–33). Підготував до друку книгу «Польща і Україна», залишив спогади про I. Франка.
22 березня 1933 року ув'язнений ДПУ УСРР у «справі УВО». Судовою трійкою при Колегії ДПУ УСРР 23 вересня 1933 року засуджений до десяти років позбавлення волі. Покарання відбував у Верхнєуральському політичному ізоляторі (Челябінська область, РФ). 2 жовтня 1937 року Особливою трійкою УНКВС СРСР по Челябінській області засуджений до смертної кари за те, що під час ув'язнення «виявляв свої контрреволюційні переконання й непримиренно ворожі настрої щодо керівництва партії та уряду», «вороже настроєний до НКВС й наглядскладу тюрми, порушував правила в'язничного режиму».
Страчений у м. Верхньоуральськ. Реабілітований рішенням Військового трибуналу Київського військового округу від 4 липня 1958 року.

## Біографія
Народився в с. Верхні Гаї (нині Дрогобицького р-ну Львівської області, Україна) у сім'ї залізничника. Навчався у Дрогобицькій гімназії. Закінчив Перемишльську гімназію та Львівський університет. У 1892 році познайомився з Іваном Франком, був секретарем Русько-української радикальної партії, очолюваної I. Франком та Михайлом Павликом. Після розколу партії (1899) разом з Миколою Ганкевичем та Володимиром Охримовичем став одним із засновників Української соціал-демократичної партії Галичини та Буковини (1899 рік), очолював її крило, яке співпрацювало з Польською соціалістичною партією.
Обирався послом (депутатом) Райхсрату (австрійського парламенту) у 1907 та 1911 роках від двомандатного округу № 54 (судові округи Балигород, Літовищі, Старий Самбір, Турка, Бориня, Підбуж, Дрогобич, Лука (крім громад Дубляни, Кранцберґ) та громади Морозовичі, Торчиновичі й Торгановичі з судового округу Самбір), де наполегливо захищав українські національні інтереси. Брав активну участь у державно-політичному житті України періоду визвольних змагань 1917—1921 років.
У жовтні 1918 року увійшов до складу Української Національної Ради Західноукраїнської Народної Республіки (ЗУНР), був членом її президії, віце-президентом. Наприкінці 1918 — на початку 1919 року призначений повітовим комісаром Дрогобицького повіту в Галичині[джерело?] (за іншими даними, з 3 листопада 1918 року став головою Дрогобицької повітової ради ЗУНР. Під час перебування на цій посаді, за словами Івана Макуха, «нікого не підпускав до нафти», також відмовився виконувати розпорядження Державного секретаріату ЗУНР, який вирішив вислати до Дрогобича карну експедицію і зліквідувати Нафтовий Комісаріят під проводом Вітика, а нафту забрати у свої руки (при цьому полковник Дмитро Вітовський не виконав постанову Державного Секретаріяту, все залишилося по старому), що спричинило ускладнення у забезпеченні частин Української Галицької армії військовим спорядженням. Звинувачувався в спекуляціях та розкраданнях прибутку з галицьких нафтових родовищ.
У період Директорії УНР обраний делегатом Трудового конгресу України, головою його президії; пізніше очолив Міністерство галицьких справ УНР.
У 1919 році емігрував до Відня, де виступав як проти Директорії УНР, так і проти радянського уряду України. Обраний головою Всеукраїнського трудового комітету, від імені якого виступив з декларацією про незаконність укладення Варшавського мирного договору та з пропозицією початку мирних переговорів з урядом УНР. У 1923—1925 роках був видавцем і редактором радянофільського і фінансованого з СРСР часопису «Нова громада».
1925 року приїхав до УСРР, до Харкова, де працював редактором журналу «Червоний клич» ЦК української секції Міжнародної організації допомоги борцям революції (1925—1927). Вступив до КП(б)У. Перебував на партійній роботі. Займав низку відповідальних посад. У листах з УСРР у Львів Вітик закликав соціал-демократичну партію виступити на захист Радянської України.
1933 року заарештований за приналежність до «націоналістичної організації» (метою якої нібито було «відокремлення України від Росії») і ув'язнений у таборі, де загинув 10 жовтня 1937 року.
4 липня 1958 р. військовий трибунал Київського військового округу реабілітував його посмертно.
11 липня 1990 р. Комісією партійного контролю при ЦК Компартії України С. Г. Вітик був реабілітований посмертно і як член КП(б)У.